# الاتحاد الدولي للمحققين الصحفيين
الاتحاد الدولي للمحققين الصحفيين (بالإنجليزية: International Consortium of Investigative Journalists) ‏ (ICIJ) هو شبكة دولية مقرها في واشنطن تأسست عام 1997 كذراع لمركز النزاهة العامة بهدف «العمل على قضايا مثل الجرائم عبر الحدود والفساد ومحاسبة السلطة.» ويتضمن 165 صحفي الاستقصائي من أكثر من 65 بلداً.